# 高尾長良
髙尾 長良（たかお ながら、1992年 - ）は、日本の医師・小説家。

## 経歴
神戸女学院中学部・高等学部卒業（2005年4月〜2011年3月在籍）。2012年、『肉骨茶』で第44回新潮新人賞を受賞。20歳での受賞は新潮新人賞史上最年少。2013年「肉骨茶」が第148回芥川龍之介賞候補作。2014年「影媛」が第152回芥川賞候補。2017年に京都大学医学部を卒業し、医師となる。2017年度、京都市芸術文化特別奨励者となった。2019年「音に聞く」で第162回芥川賞候補。

## 作品リスト

### 単行本
- 『肉骨茶』（2013年2月、新潮社） 初出：『新潮』2012年11月号
- 『影媛』（2015年2月、新潮社） 初出：『新潮』2014年12月号
- 『音に聞く』（2019年11月、文藝春秋）初出：『文學界』2019年9月号

### 文芸雑誌掲載作品
小説
- 「みずち」（『新潮』2016年9月号）
- 「カレオールの汀」（『文學界』2020年4月号）

エッセイ
- 「新世代作家の肖像」（『文學界』2017年4月号）
- 「〈90年代生まれが起こす文学の地殻変動〉アンケート」（『文藝』2020年冬季号）
- 「レメシェフの憂い―ロシアへの旅の記憶に寄せて」（『新潮』2022年10月号）